# Abracadabra (album)
Pour les articles homonymes, voir Abracadabra (homonymie).
Albums de Steve Miller
Circle of Love
(1981) Italian X-Rays
(1984)
Abracadabra (1982) est le 12e album du groupe de rock américain Steve Miller Band.

## Titres de l’album
1. "Keeps Me Wondering Why" (Mallaber/Lewis)
2. "Abracadabra" (Miller)
3. "Something Special" (Mallaber/Turner/Douglass)
4. "Give It Up" (Miller)
5. "Never Say No" (Mallaber/Massaro/Lewis)
6. "Things I Told You" (Mallaber/Massaro)
7. "Young Girl's Heart" (Mallaber/Massaro)
8. "Goodbye Love" (Mallaber/Douglass/Turner)
9. "Cool Magic" (Mallaber/Lewis)
10. "While I'm Waiting" (Mallaber/Massaro)

## Musiciens
- Steve Miller - vocaux, guitare
- Gary Mallaber - batterie, percussions, claviers
- Byron Allred - claviers
- Kenny Lee Lewis - guitare
- Gerald Johnson - guitare basse
- John Massaro - guitare

## Producteurs
- Steve Miller et Gary Mallaber